# Organización de los establecimientos de salud en Chile

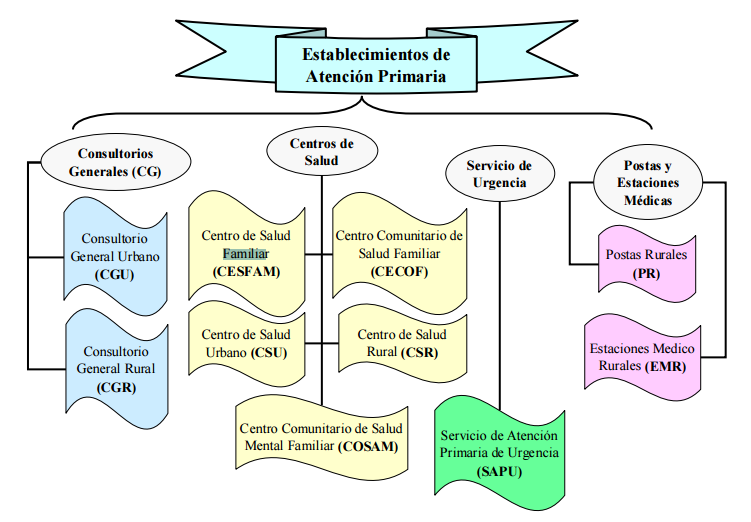
Diagrama de establecimientos de atención primaria

La organización de los establecimientos de salud en Chile distingue tres niveles de atención: primaria, secundaria y terciaria, cada una con sus respectivas unidades en la red pública, dependientes de los Servicios de Salud o municipalidades.
Todo recinto hospitalario en el país, tanto público como privado, se encuentra bajo la fiscalización de la Superintendencia de Salud de Chile, misma entidad que otorga las acreditaciones y certificaciones pertinentes para el debido funcionamiento de estos.  

## Atención Primaria de salud
La Atención Primaria de Salud representa el primer nivel de contacto de los individuos, la familia y la comunidad con el sistema público de salud, brindando atención ambulatoria.
El objetivo de la Atención Primaria es otorgar una atención integral de excelente calidad, centrada en las personas y sus familias, enfocada en lo preventivo Integral con Enfoque Familiar y Comunitario, el equipo de cabecera que consta principalmente de enfermera, médico, matrona, asistente social, técnico paramédico y otros profesionales acordes a la realidad local, brinda atención continua a lo largo de todo el ciclo vital.

### Postas y estaciones médicas

#### Estación Médico Rural (EMR)
Son centros para la atención de salud ambulatoria básica, cuyo espacio físico es cedido por la comunidad. Estos no poseen auxiliar permanente, sino que son atendidos por un Equipo de Salud Rural que acude en rondas periódicas.

#### Postas de Salud Rural (PSR)
Brinda atención que cubre las necesidades de salud de sectores de población rural. Preferentemente de fomento y protección de la salud, promoción, prevención, trabajo comunitario en salud y a su vez, recepción y atención de problemas de salud, derivando a otros establecimientos de la red las situaciones que no pueden ser resueltas en ese nivel y las urgencias que presentan los habitantes de la localidad. Cuentan con un técnico paramédico residente, disponible en forma permanente e inmediata, y con un sistema de comunicación radial con su centro de referencia.
Atienden en horario hábil de 08:00 a 17:00 hrs. y en extensión horaria hasta las 20:00 hrs. Población a cargo: entre 2 mil y 30 mil habitantes, aproximadamente.

### Servicios de Urgencia

#### Servicio de Atención Primaria de Urgencia(SAPU)
Un Servicio de Atención Primaria de Urgencia (SAPU) es un establecimiento de salud que ofrece atención a las necesidades de urgencia/emergencia1 de baja complejidad, que se emplaza adosado a un Centro de Salud de Atención Primaria o en un local anexo. Depende técnica y administrativamente de éste o, en su defecto, de quien la autoridad sanitaria local determine, y cumple la función de entregar prestaciones de emergencia /urgencia médica en horario no hábil.
El SAPU es un componente de la Red de Urgencia y, dada su ubicación en el nivel primario, tiene la obligación de asegurar a la población el acceso inmediato a la atención médica, resolviendo los problemas de salud pertinentes a su Capacidad resolutiva y/o derivando los casos que no pueden ser resueltos a ese nivel de manera coordinada con los otros establecimientos de la Red local.
- SAPU corto: Lunes a Viernes desde las 17.00 horas a las 24.00 horas. Sábados, Domingos y festivos desde las 08.00 hasta las 24.00 horas.
- SAPU largo: Lunes a Viernes desde las 17.00 horas a las 08.00 horas del día siguiente. Sábados, Domingos y festivos desde las 08.00 horas hasta las 08.00 horas del día siguiente

### Centros de Salud y otros

#### Centros de Salud Familiar (CESFAM)
Cuidados básicos en salud, con acciones de promoción, prevención, curación, tratamiento, cuidados domiciliarios y rehabilitación de la salud; y atienden en forma ambulatoria. La diferencia entre un CES y un CESFAM es que en este último se trabaja bajo el Modelo de Salud Integral con Enfoque Familiar y Comunitario, y por tanto, se da más énfasis a la prevención y promoción de salud, se centra en las familias y la comunidad, da importancia a la participación comunitaria, trabaja con un equipo de salud de cabecera que atiende a toda la familia en salud y enfermedad durante todo el ciclo vital y con estas acciones pretende mejorar la calidad de vida de las personas.
Atienden en horario hábil de 08:00 a 17:00 hrs. y en extensión horaria hasta las 20:00 hrs. Población a cargo: entre 2 mil y 30 mil habitantes, aproximadamente.

#### Centros Comunitarios de Salud Familiar (CECOSF)
Centro Comunitario de Salud Familiar, brinda atenciones básicas de salud y trabaja al alero de un CES o CESFAM, dependiendo de éstos para prestaciones más complejas. Pretende acercar la atención de salud aún más a las personas. Por su cercanía con la comunidad y la definición conjunta de las acciones que allí se otorgan, el CECOSF pretende resolver de manera más oportuna la demanda de necesidades de salud de la población a cargo.
Atienden en horario hábil de 08:00 a 17:00 hrs. y en extensión horaria hasta las 20:00 hrs. Población a cargo: entre 2 mil y 30 mil habitantes, aproximadamente.

#### Centros Comunitario de Salud Mental Familiar (COSAM)
Un Centro Comunitario de Salud Mental Familiar, COSAM, se define como un establecimiento de atención ambulatoria, dedicado al área de salud mental y psiquiatría, que apoya y complementa a los consultorios de la comuna en la cual funciona.
Los COSAM son un nodo fundamental en la reforma comunitaria de la salud mental para satisfacer los diversos requerimientos en salud mental y psiquiatría, de manera de dar respuesta a la creciente y compleja demanda territorial de atención de patologías de moderada y severa intensidad que hasta ese momento eran absorbidas por los centros de APS o por los Servicios de psiquiatría de los hospitales. De esta manera, el COSAM surge como un centro de salud mental familiar de nivel de complejidad secundaria que permite dar respuesta de especialidad de manera ambulatoria a los usuarios de una comuna con presencia de patología de salud mental así como apoyo, educación y orientación a sus familiares y cuidadores.
El COSAM otorga atención a los usuarios residentes en la comuna, beneficiarios de FONASA o PRAIS, inscritos y derivados desde el CESFAM, consultorios o estaciones Médicas de Barrio, así como de hospitales, Tribunales de Familia y otras instancias del poder judicial con motivo de evaluaciones.

#### Centros de Salud Urbano (CSU)
Es un establecimiento de atención ambulatoria para poblaciones asignadas no superiores a 40.000 habitantes, que puede estar adosado a un hospital de baja complejidad.

#### Centros de Salud Rural (CSR)
En su mayoría son administrados por las municipalidades.

### Consultorios Generales

#### Consultorio General Urbano (CGU)
Es el establecimiento de atención ambulatoria ubicado en localidades de más de 20.000 habitantes y al servicio de un área de atracción, idealmente no superior a 50.000 habitantes. Sus acciones comprenden el fomento, la prevención y la protección de la salud de las personas y del ambiente de la localidad y la resolución de los problemas de salud de esa misma población y de aquella del área de atracción que llegue por
referencia. La capacidad de resolución de salud ambulatoria estará determinada por la complejidad de los recursos que posea el consultorio. 
El equipo del Consultorio General Urbano estará constituido por médicos y odontólogos generales, más los profesionales y técnicos (enfermeros, matronas, nutricionistas, etc.) al cual se le agregará el tecnólogo médico para el manejo del laboratorio básico que pueda poseer el establecimiento.

#### Consultorio General Rural (CGR)
Es un establecimiento de atención ambulatoria ubicado generalmente en localidades de 2.000 a 5.000 habitantes y que presta servicios a la población de un área determinada que no excede los 20.000 habitantes. 
Las acciones del Consultorio General Rural comprenden tanto el fomento, la prevención y la protección de la salud de las personas y del medio ambiente, como la resolución de problemas de salud que pueda manejar el equipo de salud compuesto de médico, odontólogo, enfermera matrona, otros profesionales y técnicos apoyados por medios básicos de diagnósticos y tratamiento.

#### Centros Comunitarios de Rehabilitación (CCR)
Las unidades básicas de rehabilitación (UBR), es el espacio físico asignado a las salas de RBC o CCR, están consideradas en aquellos establecimientos de atención primaria de salud y hospitales comunitarios de salud familiar que tengan una población asignada mayor de 12.000 personas. El recurso profesional básico de estas UBR es un terapeuta ocupacional y un kinesiólogo, si la población asignada es mayor de 30.000, se considera un segundo kinesiólogo. Estos centros trabajan basados en la Estrategia de Rehabilitación Basada en al Comunidad (RBC) planteada por la Organización Mundial de la Salud (OMS).

## Atención Secundaria
Corresponde a atenciones y procedimientos de especialidades ambulatorias, alimentados de solicitudes de interconsultas generada principalmente de Atención Primaria y en otros casos de otras especialidades.
Un tipo de establecimientos de atención secundaria son los CRS (Centros de Referencia de Salud).

#### Centros Comunitario de Salud Mental Familiar (COSAM)
Un Centro Comunitario de Salud Mental Familiar, COSAM, se define como un establecimiento de atención ambulatoria, dedicado al área de salud mental y psiquiatría, que apoya y complementa a los consultorios de la comuna en la cual funciona.
Los COSAM son un nodo fundamental en la reforma comunitaria de la salud mental para satisfacer los diversos requerimientos en salud mental y psiquiatría, de manera de dar respuesta a la creciente y compleja demanda territorial de atención de patologías de moderada y severa intensidad que hasta ese momento eran absorbidas por los centros de APS o por los Servicios de psiquiatría de los hospitales. De esta manera, el COSAM surge como un centro de salud mental familiar de nivel de complejidad secundaria que permite dar respuesta de especialidad de manera ambulatoria a los usuarios de una comuna con presencia de patología de salud mental así como apoyo, educación y orientación a sus familiares y cuidadores.
El COSAM otorga atención a los usuarios residentes en la comuna, beneficiarios de FONASA o PRAIS, inscritos y derivados desde el CESFAM, consultorios o estaciones Médicas de Barrio, así como de hospitales, Tribunales de Familia y otras instancias del poder judicial con motivo de evaluaciones.

## Atención Terciaria
Comprende la atención de urgencia hospitalaria y la atención cerrada de Hospitalización, en el cual son incluidas las intervenciones quirúrgicas complejas. 
Un tipo de establecimientos de atención terciaria son los hospitales y los CDT.

### Hospitales
El hospital público es sede de tratamientos y atención en salud para las personas que no pueden contar con un servicio pago o privado

#### Tipo 3 y 4 (baja complejidad)
Presente en el sistema de atención primaria de salud por su baja complejidad
Además de servicios de atención de urgencia hospitalaria:
- SAMU Metropolitano (Servicio de Atención Médica de Urgencia) Solo cobertura en la Región Metropolitana de Santiago, perteneciente a la Posta Central dependiente del Servicio de Salud Metropolitano Central.
- SAMU (Sistema de Atención Médica de Urgencia). Asistencia integral y de alta complejidad, en sitio, de urgencias prehospitalarias.